# مفارقة البطاطس

تصور لمفارقة البطاطس: تمثل الصناديق الزرقاء 99 من الماء والبرتقال تمثل 1 أجزاء غير ماء (الشكل الأيسر). لمضاعفة نسبة الماء إلى الماء إلى 1:49 ، يتم تقليل كمية الماء إلى 49 للحفاظ على نفس الكمية من الجزء غير المائي (الشكل الأوسط). وهذا يعادل مضاعفة تركيز الجزء غير المائي (الشكل الصحيح).

مفارقة البطاطس (بالإنجليزية: Potato Paradox)‏ عبارة عن مسألة رياضية حسابية لها نتيجة مضادة لسرعة البدهية. المفارقة تتلخص بحساب نقص كتلة البطاطس بعد تجفيف حيث يتبين بعد الحساب النسبة مخالفا للتوقع.

## توضيح
تم وصف المفارقة على النحو التالي:

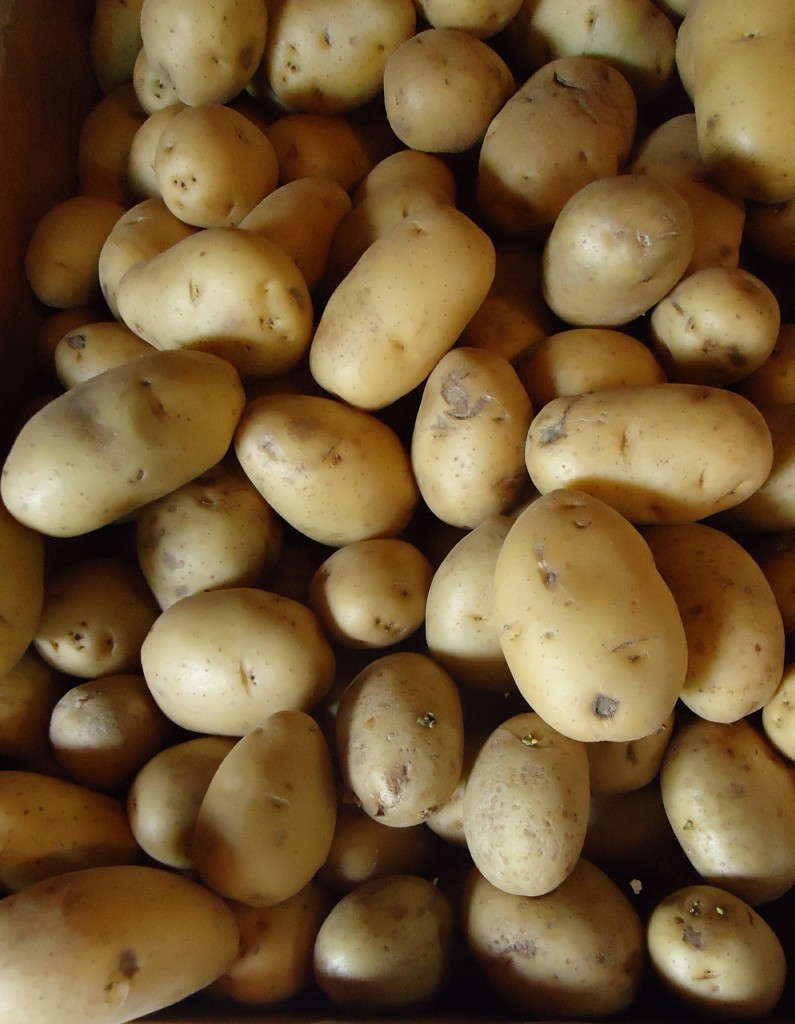
البطاطس البيضاء هي في الواقع 79% منها الماء وأغار هو 99% من الماء.

إذا كان لدينا حبة بطاطس وزنها 100 جرام ويتكون وزنها من 1% مواد صلبة و99% ماء، وقمنا بتجفيفها ليصبح الماء يكون 98% من وزنها. كم وزن حبة البطاطس بعد التجفيف؟

## وصلات خارجية
- مفارقة لا تصدق علي موقع insider pro